# Winnica (Warszawa)
Winnica – osiedle w północno-wschodniej części Warszawy, w dzielnicy Białołęka.

## Opis
Osiedle położone jest na północny wschód od Nowodworów, w przybliżeniu ograniczone jest ulicami: Modlińską, Marcina z Wrocimowic, Dzierzgońską i Leśnej Polanki.
Miejski System Informacji nie uwzględnia istnienia tego osiedla i jego teren w całości leży w osiedlu Nowodwory. Podział na osiedla (i rady osiedli) według Urzędu Dzielnicy Białołęka także nie uwzględnia istnienia tego osiedla i wlicza jego teren do Nowodworów.
Jeszcze w pierwszej połowie XX w. Winnica była podwarszawską wsią leżącą przy trasie wylotowej z Warszawy, wchodziła w skład gminy Jabłonna. W 1951 miejscowość została przyłączona do Warszawy. 